# 山梨県道310号小石和市部線
山梨県道310号小石和市部線（やまなしけんどう310ごう こいさわいちべせん）は、山梨県笛吹市を起点・終点とする一般県道である。笛吹川の右岸（西岸）に沿っている。

## 概要

### 路線データ
- 起点：山梨県笛吹市石和町小石和（蛍見橋西詰交差点＝山梨県道22号甲府笛吹線交点）
- 終点：山梨県笛吹市石和町市部（石和橋西交差点＝国道20号交点）

## 通過する自治体
- 山梨県笛吹市

## 交差・接続する道路
- 山梨県道22号甲府笛吹線（笛吹市石和町小石和・蛍見橋西詰交差点）
- 国道20号（笛吹市石和町四日市場・石和橋西交差点）

## 周辺
- 笛吹市立石和中学校
- 笛吹中央病院